# Peter Gronquist
Peter Gronquist es un pintor y escultor estadounidense, nacido el año 1979 en Portland, Oregón y residente en San Francisco, California. Adscrito por sus pinturas al movimiento de los nuevos surrealistas.

## Datos biográficos

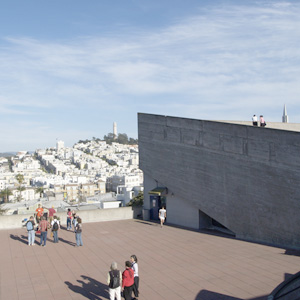
Patio del Instituto de Arte de San Francisco, donde se diplomó Peter gronquist

Graduado en el San Francisco Art Institute, Peter Gronquist casi siempre se expresa a través de obras de "provocación" y de desequilibrio. Ha expuesto en muchos espacios y galerías de California. Desde San Francisco (donde vive) a Los Ángeles.

## Obras
Sus obras pictóricas tienen un aspecto próximo a la ilustración infantil. De colores brutales, muestran personajes misteriosos acompañados de monstruos inquietantes o irreales.
Como escultor, está más cerca de las tendencias postmodernas del simulacionismo y la apropiación artística. Tomando objetos peligrosos (armas, motosierras...) y transformándolos, decorados con los logotipos de las marcas de lujo (Gucci, Louis Vuitton, Chanel....) 
La " granada - Pacman" () enfrenta el mundo del juego infantil con el de la guerra y la violencia, interrogando al observador sobre la presencia de la muerte en el mundo de la ficción y los juegos.